# 테일즈 오브 판타지아
《테일즈 오브 판타지아》(Tales of Phantasia, テイルズ オブ ファンタジア)는 울프 팀이 개발한 비디오 게임의 하나이다.

## 등장 인물

### 파티 캐릭터
크레스 알베인(クレス・アルベイン (Cless Alvein))
성우 - 쿠사오 타케시
17세 신장 170cm 체중 65kg
본작의 주인공
민트 아드네이드(ミント・アドネード (Mint Adnade))
성우 - 이와오 쥰코 (PS, GBA, OVA, PSP) / 코오로기 사토미 (SFC GBA)
18세 신장 162cm 체중 42kg
본작의 히로인 법술사
체스터 버클라이트(チェスター・バークライト (Chester Barklight))
성우 - 이토 켄타로 (성우) (PS GBA OVA PSP) / 쿠사오 타케시 (SFC)
17세 신장 175cm 체중 70kg
크라스 F 레스터(クラース・F・レスター (Klarth F Lester))
성우 - 이노우에 카즈히코
29세 신장 176cm 체중 71kg
아체 클라인(アーチェ・クライン (Arche Klaine))
성우 - 카나이 미카
17세 신장 157cm(SFC판에서는 162cm) 체중 44kg(자칭)
마법사
후지바야시 스즈(藤林すず (Fujibayashi Suzu))
성우 - 카와타 타에코
11세 신장 135cm 체중 28kg
로디(ロディ) / 론드리네 E 엣펜벨그(ロンドリーネ・E・エッフェンベルグ)
성우 - 키타무라 에리
?세 신장 160cm 체중45kg
『크로스 에디션』에서는 파티 캐릭터에 가입한다. 다오스를 쓰러트리기 위해 시공을 여행하는 여성

### 마왕 일당
다오스(ダオス (Dhaos))
성우 - 시오자와 카네토 (드라마CD, SFC, PS, GBA, 모바일) / 모리카와 토시유키 (OVA, PSP)
마르스 울돌(マルス・ウルドール)
성우 - 겐다 텟쇼 (OVA, PSP)
데미텔(デミテル)
성우 - 유우키 히로 (PSP)
쟈밀(ジャミル)
성우 - 이와오 쥰코 (PS) / 세나 아유미 (PSP)
제스토나(ジェストーナ)
성우 - 시모와다 히로키 (PSP)

### 서브 캐릭터
미랄드 룬(ミラルド・ルーン)
성우 - 住友優子 (PSP)
크라스의 소꿉친구이자 연인.
트리닉스 D 모리슨(トリニクス・D・モリスン)
성우 - 이노우에 카즈히코 (SFC) / 이시즈카 운쇼 (PS, PSP)
36세, 신장 170cm
미겔 알베인(ミゲール・アルベイン)
성우 - 마스타니 야스노리 (PSP)
크레스의 부친.
마리아 알베인(マリア・アルベイン)
성우 - 니시하라 쿠미코 (PSP)
크레스의 모친.
메릴 아드네이드(メリル・アドネード)
성우 - 카와무라 마리아 (OVA) / 하야미 케이 (PSP)
민트의 모친.
아미 버클라이트(アミィ・バークライト)
성우 - 카와타 타에코 (PS) / 네야 미치코 (PSP)
체스터의 여동생.
올슨 도로(オルソン・ドロー)
에드워드 D 모리슨(エドワード・D・モリスン)
성우 - 이노우에 카즈히코 (SFC) / 이시즈카 운쇼 (PS, PSP)
시프(シフ)
에드워드의 아내.
룬그롬(ルーングロム)
성우 - 히라카와 다이스케 (OVA) / 시마다 빈 (PSP)
라이젠(ライゼン)
성우 - 시마다 빈 (OVA)
브람발드 미레네(ブラムバルド・ミレネー)
성우 - 츠지타니 코우지 (OVA) / 이나다 테츠 (PSP)
아시아(アーシア)
루체 클라인(ルーチェ・クライン)
성우 - 호리코시 마미 (PSP)
아체의 모친.
바트 클라인(バート・クライン)
성우 - 이나다 테츠 (PSP)
아체의 부친.
트리스탄(トリスタン)
성우 - 나카기 류지 (PSP)
미겔의 스승이자, 같은 알베인류 검술 사용자.
후지바야시 란조(藤林乱蔵(ふじばやし らんぞう))
성우 - 이시모리 탓코우 (PSP)
스즈의 조부.
알바니스타 왕(アルヴァニスタ国王)
성우 - 아키모토 요스케 (PSP) / 카네오 테츠오 (OVA)
레아드(レアード)
성우 - 타카기 모토키 (PSP)
과거 시대의 알바니스타의 왕자.
메이아(メイアー)
성우 - 시마다 빈 (PSP)
레니오스(レニオス)
성우 - 이노우에 카즈히코 (PS) / 타구치 타카시 (PSP)
스탠리(スタンリー)
해리슨(ハリソン)
기스(ギース)

### 인외의 존재

#### 정령
마텔(マーテル)
성우 - 이와오 쥰코 (SFC、PS) / 타나카 리에 (PSP)
실프
성우 - 키다 이쿠코, 나카지마 유미코, 타니이 아스카 (OVA)
이프리트
성우 - 이나다 테츠 (PSP)
운디네
성우 - 카나이 미카 (PS) / 스미토모 유코 (PSP)
놈
성우 - 야마모토 케이이치 (크로스 에디션)
맥스웰(マクスウェル)
성우 - 이노우에 카즈히코 (PS) / 고토 후미히코 (PSP)
루나(ルナ)
성우 - 카와타 타에코 (PS) / 하야미 케이 (크로스 에디션)
볼트(ヴォルト)
아스카(アスカ)
섀도우(シャドウ)
오리진(オリジン)
성우 - 이토 켄타로 (PS) / 야마모토 케이이치 (PSP) / 세키네 나오야 (OVA)
그렘린 레어(グレムリンレアー)
성우 - 쿠사오 타케시 (SFC)
카멜레온(カメレオン)
마계의 주민.
플루토(プルート)

#### 그 외
오즈(オズ)
성우 - 이노우에 카즈히코 (PS)
알테미스(アルテミス)
성우 - 카나이 미카 (PS)
발키리(ヴァルキリー)
성우 - 카나이 미카 (PS)
페가서스(ペガサス)
성우 - 겐다 텟쇼 (PSP)
프람벨크(フラムベルク)
성우 - 카나이 미카 (PS) / 나카무라 치에 (PSP)
펜 비스트(フェンビースト)
성우 - 쿠사오 타케시 (PS) / 시마다 빈 (PSP)
오딘(オーディーン)
와이번(ワイヴァーン)
유니콘(ユニコーン)

### 게스트 캐릭터
리리스 엘론(リリス・エルロン)
성우 - 카와타 타에코 (PS) / 사와구치 치에 (PSP)
요시다 유카리(吉田由香里(SFC·GBA))
요미(よーみ)(PS·PSP)
관계자(開発者)

## 시스템 (SFC)
전투 시스템
푸드 색(フードサック)